# Bissula

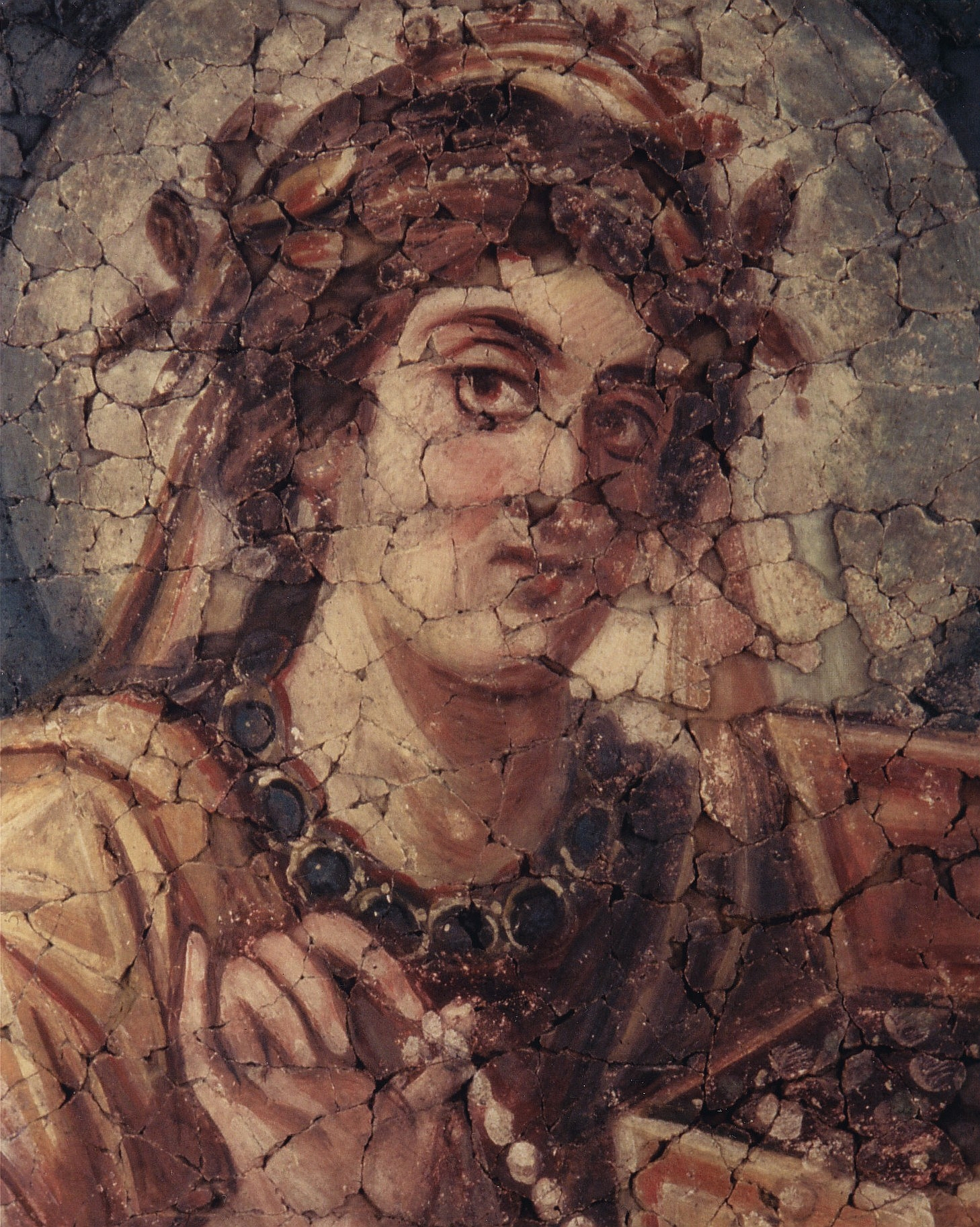
Portrait de femme du IVe siècle, sans doute Flavia Constantia, soeur de Constantin Ier.

Bissula est une femme suève qui, dans sa jeunesse, fut faite prisonnière de guerre par les Romains en 368 et devint propriété du poète romain Ausone (vers 310-394).

## Histoire

### Biographie
Alors qu’il était veuf et âgé d’environ 60 ans, Ausone participa à une campagne contre les Alamans sous le règne de Valentinien Ier, accompagnant le jeune prince impérial Gratien, son disciple — la ligue alamane était relativement bien connue des Romains et les femmes de ce peuple étaient recherchées dans tout l'Empire. À cette occasion, il avait reçu Bissula comme prise de guerre (bellica praeda fuit). Il sentit pour elle un amour profond qui l’amena à l’affranchir, à la considérer plus tard comme son alumna (« disciple, fille adoptive ») et à écrire sur elle un ensemble de poèmes, De Bissula, qu’il envoya à son ami Axius Paulus. « Cette passion d’Ausone pour sa jeune affranchie aurait de quoi surprendre, écrit Étienne-François Corpet, car il était âgé déjà, et, quelques années après, il se vantait d’avoir, pendant trente-six ans, pleuré sa femme, et de lui garder encore une respectueuse fidélité (Les parentales,VIII, 16, IX, 8). Mais Bissula n’était peut-être qu’une enfant, qui amusait le poète par ses espiègleries, son babil et sa gentillesse et rien de plus. ». On peut lire cependant, dans Two Examples of Intercultural Names in Fourth Century Gaul de Jürgen Zeidler que « les poèmes qu’il lui a consacrés rappellent les Carmina Priapea, chants du dieu ithyphallique des jardins. Cette Priapea, ainsi qu’une lettre où il la présente à Axius Paulus, son ami, nous révèlent des “mystères priapiens” sexuellement explicites que célébraient Ausone et sa très jeune intime. »
Après cette campagne militaire, le poète vécut à la cour impériale pendant environ vingt ans, pour y occuper de hautes fonctions dans l'administration.

### LeDe Bissulaet la poésie priapique latine
« Delicium, blanditiae, ludus, amor, voluptas,
barbara, sed quae Latias vincis alumna pupas,
Bissula, nomen tenerae rusticulum puellae,
horridulum non solitis, sed domino venustum. »
— D. Magnus Ausonius, De eadem Bissula.
        
« Délice, caresses, espièglerie, amour, enivrement :
Tu es barbare, ma pupille, mais tu surpasses les poupées latines.
Bissula, nom sauvage pour une tendre jeune fille,
Rude pour les novices, mais charmant pour son maître. »
« Hortis Hesperidum, Sabelle, cultis
Nostrae cultior hortus est puellae.
Mirari, o bone, desinas, Sabelle.
Hortorum deus ipse nam Priapus
Cunctis hunc fodit et rigat diebus. »
— Anonyme, "Ad Sabellum" in Burmanni anthologia.
        
« Mieux que les jardins des Hespérides, Sabellus,
Est cultivé le jardin de notre jeune favorite.
Cesse de t'étonner, mon bon Sabellus :
C'est que Priape lui-même, dieu des jardins,
L'irrigue et le cultive régulièrement. »

## Le roman de Felix Dahn
Dans son roman historique Bissula, qui se fonde sur des événements survenus à l’époque des invasions barbares (378 après J.-C.), Felix Dahn décrit l’histoire de la relation entre le Romain Ausone et l’Alamane Bissula, mais d’une manière absolument contraire aux faits historiques prouvés. Par exemple, il change complètement l’issue de la guerre à laquelle Ausone avait participé et en fait une victoire des Alamans.